# Red Bull Ring
 Red Bull Ring é um circuito de corrida localizado na vila de Spielberg, perto da cidade de Zeltweg, no estado da Estíria, na Áustria que sediou o Grande Prêmio da Áustria de Fórmula 1 por 18 anos consecutivos, desde 1970 até 1987.
O circuito de corrida foi fundado como Österreichring e foi sede do Grande Prêmio da Áustria de Fórmula 1 por 18 anos consecutivos, de 1970 a 1987. Mais tarde, foi encurtado, reconstruído e renomeado para A1-Ring e recebeu o Grande Prêmio da Áustria de 1997 a 2003. Quando a Fórmula 1 superou o circuito, um plano foi elaborado para ampliar o layout. Partes do circuito, incluindo os pits e a arquibancada principal, foram demolidas, mas os trabalhos de construção foram interrompidos e o circuito permaneceu inutilizável por vários anos antes de ser adquirido pela Red Bull e reconstruído. Renomeado de Red Bull Ring, a pista foi reaberta em 15 de maio de 2011 e, posteriormente, recebeu uma corrida da temporada de 2011 da DTM e uma corrida do Campeonato de Fórmula 2 de 2011. A Fórmula 1 voltou ao circuito na temporada de 2014.

## O velho Österreichring

Traçado do Österreichring, utilizado até 1995.

A pista foi conhecida por ter muitas curvas rápidas, assim como as mudanças visíveis na elevação durante uma volta. Muitos consideraram Österreichring perigoso, especialmente a “Boschkurve”, uma curva para a direita de 180 graus com quase nenhuma área de escape. Tragicamente, o estadunidense Mark Donohue morreu após bater na curva “Hella-Licht” em 1975. Sabe-se também que o tetracampeão do mundo Alain Prost  disse frequentemente que todas as pistas poderiam ser modificadas mas que o Österreichring deveria permanecer intocado, apenas adicionando áreas de escape para maior segurança. 

## O novo A1-Ring
Principalmente devido aos interesses de segurança, a pista foi abandonada pela Fórmula 1 por quase uma década. O circuito foi reconstruído totalmente, no mesmo local, por Hermann Tilke em 1995 e 1996. O circuito foi encurtado em 4.326 quilômetros (2.684 milhas), as curvas rápidas substituídas por três righthanders apertados, a fim de alcançar oportunidades para a F1. São três retas longas, assim como uma seção mista, pedida para os boxes.
Rebatizado A1-Ring (depois que surge um patrocinador, a empresa de telefonia móvel A1), o Grande Prêmio da Áustria de Fórmula 1 foi disputado entre 1997 e 2003.

## O quase fim do autódromo
Em 2004, um ano após a pista sair do calendário da Fórmula 1, iniciou-se um projeto de reforma completa das instalações para poder voltar a sediar a categoria. No entanto, os proprietários do circuito mudaram de ideia e após destruírem toda a área dos boxes, boa parte das arquibancadas e parte do circuito, o projeto de reconstrução foi abandonado. Entre 2004 e 2005, existiram discussões intensas se o novo proprietário, a Red Bull, que havia adquirido a pista, encontraria um outro uso para o local ou para trazer de volta as corridas esportivas. Entretanto, em janeiro de 2005, isto parecia mais improvável do que nunca. Dietrich Mateschitz, dono da Red Bull anunciava publicamente que não tinha nenhuma intenção de desperdiçar dinheiro em um circuito deficitário. No entanto, em 2011, sete anos após a inativação do circuito, a Red Bull optou por retomar o projeto e reconstruir a pista e todas as demais instalações que haviam sido destruídas em 2004, como a área dos boxes e as arquibancadas.

## Red Bull Ring

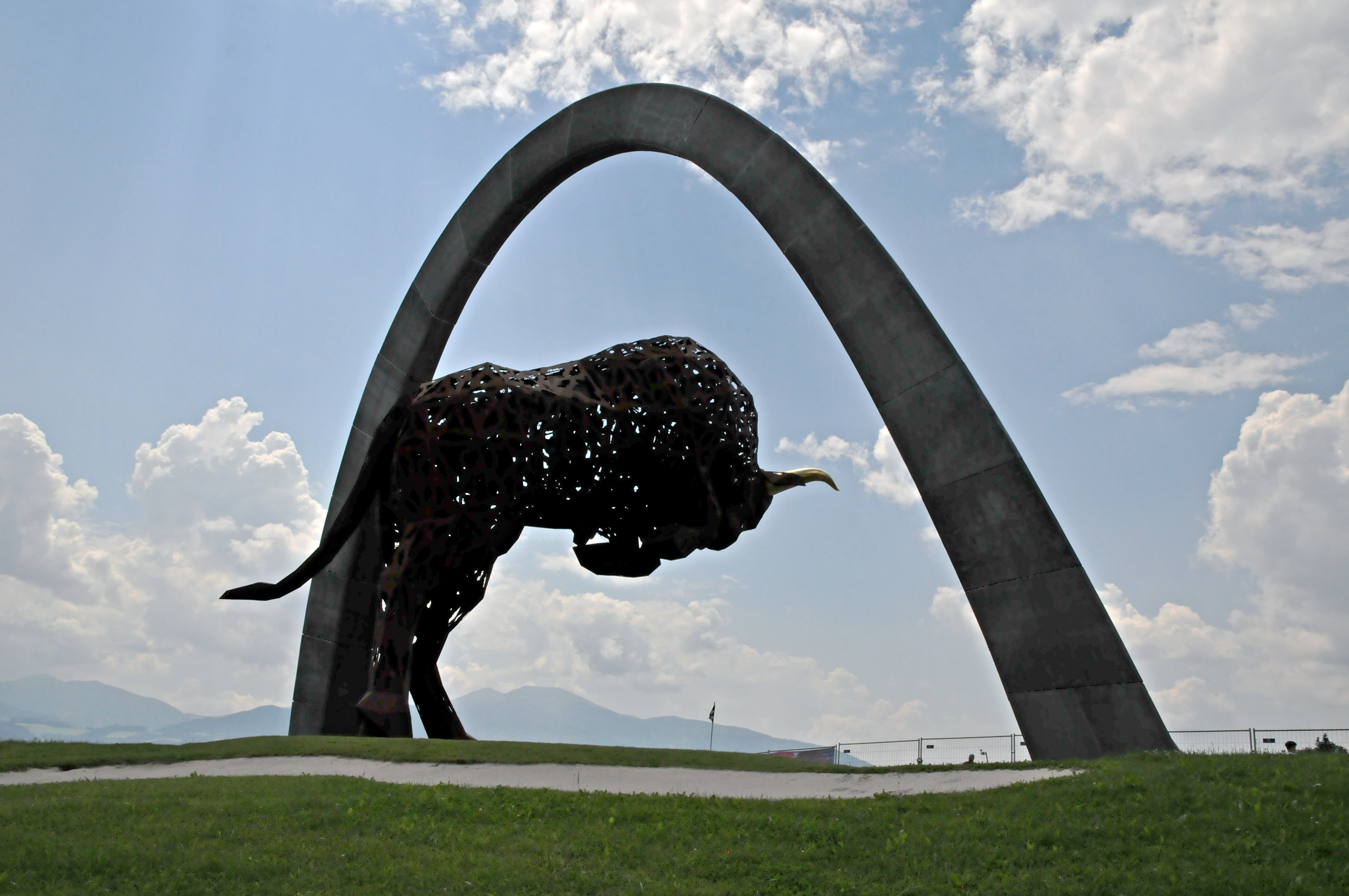
A estátua do touro no circuito austríaco.

Em Maio de 2011, houve a reinauguração da pista, rebatizada com o nome Red Bull Ring. Nesse ano, o circuito recebeu corridas do DTM, Fórmula 2, Fórmula 3 e a primeira rodada dupla em Red Bull Ring na GP2 Series além de Fórmula Renault e outros campeonatos menores de automobilismo. 
Em 2014, o circuito voltou a receber o Grande Prêmio da Áustria de Fórmula 1, em corrida ocorrida no dia 22 de junho.
Entre 2020 e 2021, foram disputadas duas corridas de Fórmula 1 no circuito em virtude da pandemia de COVID-19, mas com nomes diferentes da corrida: O Grande Prêmio da Áustria e o Grande Prêmio da Estíria.

## Pista

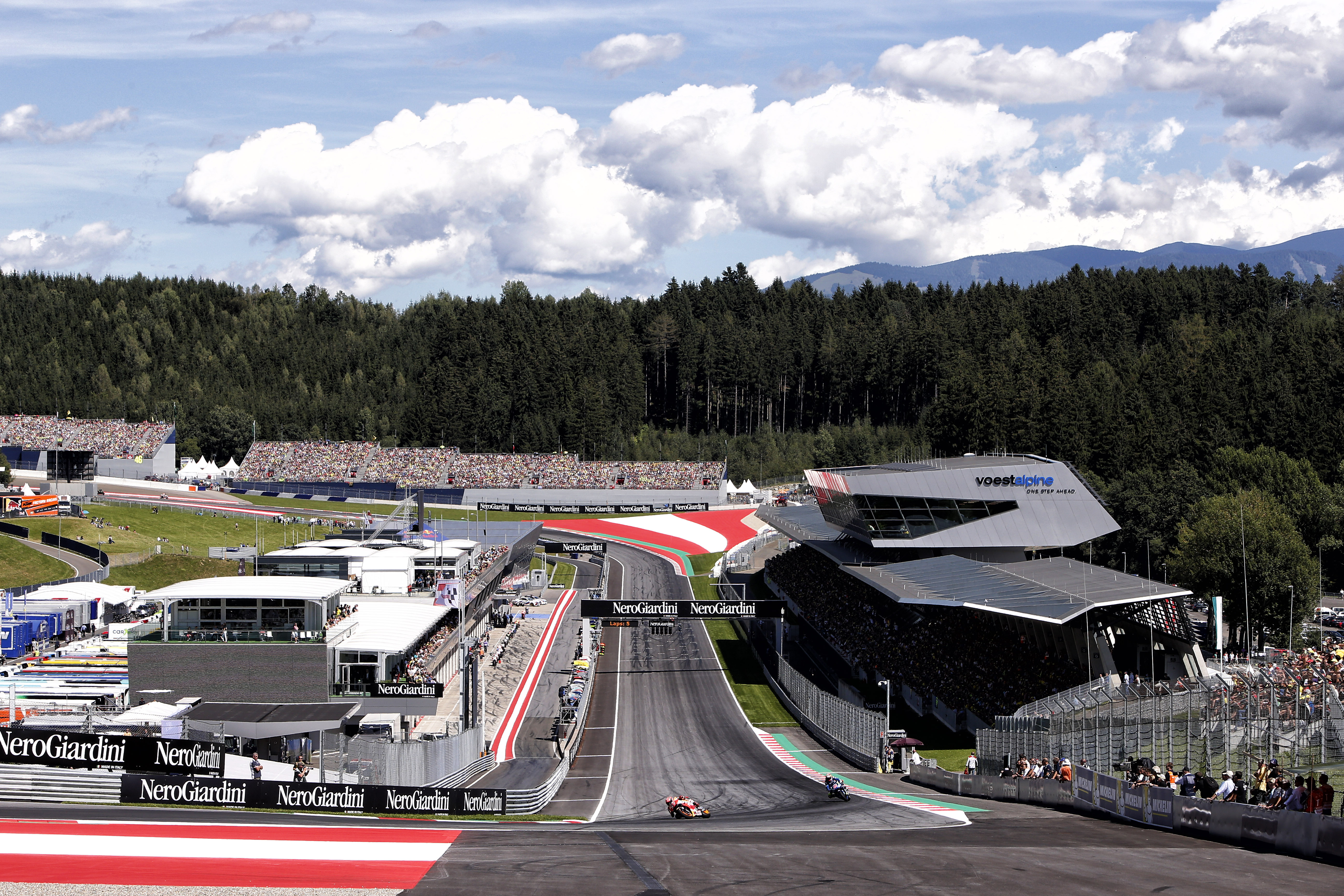
Reta principal do circuito.

A pista de Spielberg tem dois bons pontos de ultrapassagem. O primeiro é no final da reta principal, antes da primeira curva, a Castrol, onde os carros chegam a 310 km por hora. O outro ponto de ultrapassagem fica na reta entre as primeira e segunda curvas.
O clima na região do circuito, no Tirol, é muito instável e o tempo pode mudar de repente, prejudicando todo o trabalho de preparação. Embora não seja dos mais populares entre os pilotos, a pista caiu no gosto do público, pois seu desenho garante uma visão privilegiada de toda a corrida.

## Vencedores de GPs de F1 em Red Bull Ring
O fundo azul claro indica que foi denominado Grande Prêmio da Estíria 
O fundo branco indica que foi denominado Grande Prêmio da Áustria
| Ano                      | Vencedor           | Equipe              | Resumo   |
| ------------------------ | ------------------ | ------------------- | -------- |
| 2025                     | Lando Norris       | McLaren-Mercedes    | Detalhes |
| 2024                     | George Russell     | Mercedes            | Detalhes |
| 2023                     | Max Verstappen     | Red Bull-Honda RBPT | Detalhes |
| 2022                     | Charles Leclerc    | Ferrari             | Detalhes |
| 2021                     | Max Verstappen     | Red Bull-Honda      | Detalhes |
| 2021                     | Max Verstappen     | Red Bull-Honda      | Detalhes |
| 2020                     | Lewis Hamilton     | Mercedes            | Detalhes |
| 2020                     | Valtteri Bottas    | Mercedes            | Detalhes |
| 2019                     | Max Verstappen     | Red Bull-Honda      | Detalhes |
| 2018                     | Max Verstappen     | Red Bull-TAG Heuer  | Detalhes |
| 2017                     | Valtteri Bottas    | Mercedes            | Detalhes |
| 2016                     | Lewis Hamilton     | Mercedes            | Detalhes |
| 2015                     | Nico Rosberg       | Mercedes            | Detalhes |
| 2014                     | Nico Rosberg       | Mercedes            | Detalhes |
| Não houve de 2004 à 2013 |                    |                     |          |
| 2003                     | Michael Schumacher | Ferrari             | Detalhes |
| 2002                     | Michael Schumacher | Ferrari             | Detalhes |
| 2001                     | David Coulthard    | McLaren-Mercedes    | Detalhes |
| 2000                     | Mika Häkkinen      | McLaren-Mercedes    | Detalhes |
| 1999                     | Eddie Irvine       | Ferrari             | Detalhes |
| 1998                     | Mika Häkkinen      | McLaren-Mercedes    | Detalhes |
| 1997                     | Jacques Villeneuve | Williams-Renault    | Detalhes |

### Pilotos, equipes e países que mais venceram1
|          |                    |                        |
| Vitórias | Pilotos            | Edições                |
| 4        | Max Verstappen     | 2018, 2019, 2021, 2023 |
| 2        | Mika Hakkinen      | 1998, 2000             |
| 2        | Michael Schumacher | 2002, 2003             |
| 2        | Nico Rosberg       | 2014, 2015             |
| 2        | Valtteri Bottas    | 2017, 2020             |
| 1        | Jacques Villeneuve | 1997                   |
| 1        | Eddie Irvine       | 1999                   |
| 1        | David Coulthard    | 2001                   |
| 1        | Lewis Hamilton     | 2016                   |
| 1        | Charles Leclerc    | 2022                   |
| 1        | George Russell     | 2024                   |
| 1        | Lando Norris       | 2025                   |

|          |            |                                    |
| Vitórias | Construtor | Edições                            |
| 6        | Mercedes   | 2014, 2015, 2016, 2017, 2020, 2024 |
| 4        | Ferrari    | 1999, 2002, 2003, 2022             |
| 4        | Red Bull   | 2018, 2019, 2021, 2023             |
| 4        | McLaren    | 1998, 2000, 2001, 2025             |
| 1        | Williams   | 1997                               |

|          |               |                              |
| Vitórias | País          | Edições                      |
| 5        | Reino Unido   | 1999, 2001, 2016, 2024, 2025 |
| 4        | Alemanha      | 2002, 2003, 2014, 2015       |
| 4        | Finlândia     | 1998, 2000, 2017, 2020       |
| 4        | Países Baixos | 2018, 2019, 2021, 2023       |
| 1        | Canadá        | 1997                         |
| 1        | Mônaco        | 2022                         |

### Recordes
| Classe                                                          | Categoria                                                       | Time                                                            | Motorista                                                       | Veiculo                                                         | Data                                                            |
| Current Circuit: 4.318 km (2016–present) / 4.326 km (1996-2016) | Current Circuit: 4.318 km (2016–present) / 4.326 km (1996-2016) | Current Circuit: 4.318 km (2016–present) / 4.326 km (1996-2016) | Current Circuit: 4.318 km (2016–present) / 4.326 km (1996-2016) | Current Circuit: 4.318 km (2016–present) / 4.326 km (1996-2016) | Current Circuit: 4.318 km (2016–present) / 4.326 km (1996-2016) |
| --------------------------------------------------------------- | --------------------------------------------------------------- | --------------------------------------------------------------- | --------------------------------------------------------------- | --------------------------------------------------------------- | --------------------------------------------------------------- |
| Pole                                                            | Formula 1                                                       | 1:02.939                                                        | Valtteri Bottas                                                 | Mercedes-AMG F1 W11 EQ Performance                              | Grande Prêmio da Áustria de 2020                                |
| Classe                                                          | Categoria                                                       | Time                                                            | Motorista                                                       | Veiculo                                                         | Data                                                            |
| Corrida                                                         | Formula 1                                                       | 1:05.619                                                        | Carlos Sainz Jr.                                                | McLaren MCL35                                                   | GP da Estíria de 2020                                           |
| Corrida                                                         | MotoGP                                                          | 1:24.277                                                        | Andrea Dovizioso                                                | Ducati Desmosedici GP18                                         | GP da Áustria de 2018                                           |
| Classe                                                          | Categoria                                                       | Time                                                            | Motorista                                                       | Veiculo                                                         | Data                                                            |
| Österreichring: 5.941 km (1977–1995)                            |                                                                 |                                                                 |                                                                 |                                                                 |                                                                 |
| Corrida                                                         | Formula 1                                                       | 1:23.357                                                        | Nelson Piquet                                                   | Williams FW11                                                   | GP da Áustria de 1987                                           |
| Original Circuit: 5.911 km (1969–1976)                          |                                                                 |                                                                 |                                                                 |                                                                 |                                                                 |
| Corrida                                                         | Formula 1                                                       | 1:34.850                                                        | Niki Lauda                                                      | Ferrari 312T                                                    | GP da Áustria de 1975                                           |

↑1  (Última atualização: GP da Áustria de 2025)

## Ligação externa
- Imagem de satélite — Google Maps